# Still I Rise
Albums par 2Pac
Greatest Hits
(1998) Until the End of Time
(2001)
Albums par Outlawz
Ride Wit Us or Collide Wit Us
(2000)
Singles
1. Baby Don't Cry (Keep Ya Head Up II)
Sortie : 28 octobre 1999

Still I Rise est un album collaboratif de Tupac Shakur (à titre posthume) et du groupe Outlawz, sorti le 21 décembre 1999.
L'album, qui s'est classé 2e au Top R&B/Hip-Hop Albums et 6e au Billboard 200, a été certifié disque de platine par la Recording Industry Association of America (RIAA) le 21 décembre 1999.
Le morceau Letter to the President apparaît dans le film Training Day (2001).

## Liste des titres
| No  | Titre                                                          | Contient un (des) sample(s) de         | Durée |
| --- | -------------------------------------------------------------- | -------------------------------------- | ----- |
| 1.  | Letter to the President                                        |                                        | 6:03  |
| 2.  | Still I Rise                                                   |                                        | 4:45  |
| 3.  | Secretz of War                                                 |                                        | 4:15  |
| 4.  | Baby Don't Cry (Keep Ya Head Up II)                            |                                        | 4:22  |
| 5.  | As the World Turns                                             | Sounds Like a Love Song de Bobby Glenn | 5:08  |
| 6.  | Black Jesuz (featuring Val Young et Storm)                     |                                        | 4:29  |
| 7.  | Homeboyz                                                       |                                        | 3:38  |
| 8.  | Hell 4 a Hustler (featuring Jay Valentine)                     |                                        | 4:56  |
| 9.  | High Speed                                                     | Genius of Love (en) de Tom Tom Club    | 5:59  |
| 10. | The Good Die Young                                             |                                        | 5:42  |
| 11. | Killuminati                                                    |                                        | 4:02  |
| 12. | Teardrops and Closed Caskets (featuring Nate Dogg & Val Young) | Love Ballad de L.T.D.                  | 5:05  |
| 13. | Tattoo Tears                                                   |                                        | 5:02  |
| 14. | U Can Be Touched                                               | Piano in the Dark de Brenda Russell    | 4:23  |
| 15. | Y'all Don't Know Us                                            |                                        | 4:55  |